# XHFCY-FM
XHFCY-FM es una estación de radio localizada en la Mérida, Yucatán.
Transmite en los 1090 kHz de la banda de (Amplitud Modulada) con 10 kW de potencia y en los 105.9 MHz de la banda de Frecuencia Modulada con una potencia de 20 kW, aunque transmite de 6:00 a 22:00.
Actualmente se le conoce como Super Stereo.

## Historia
Después de realizar numerosas pruebas desde distintos lugares de la ciudad de Mérida, Don Rafael Rivas Franco con el apoyo de algunos empresarios y amigos logra lanzar al aire la señal de XEFC en el mes de julio de 1930.
Cuna de trovadores, artistas, cantantes, intérpretes, grupos musicales, recibió la estación en sus estudios radiofónicos al público que deseaba estar muy cerca de las estrellas de la época.
Como pilar de una floreciente industria en la península XEFC vio nacer a Organización Radio Peninsular, empresa que cobijó a las estaciones XEQW-AM y XERRF-AM. Posteriormente se constituye Grupo Rivas, como resultado de un gran esfuerzo de las familias Rivas Aguilar y Rivas Polanco, descendientes del pionero, sumándose las estaciones XEYW-AM, XHMYL-FM, XHMRI-FM, así como también a XEME-AM en Valladolid, Yucatán cubriendo todo el oriente del estado de Yucatán.
Desde el 1 de julio de 2010 XEFC transmite en el 105.9 de FM como XHFCY-FM Super Sstereo, actualizando su programación al incluir los éxitos más recientes de los jóvenes exponentes de la música romántica y el pop en español. 
En 2021, Grupo Radio Digital asumió la operación de XHYW y XHFCY de Rivas Radio, que se formó luego de una división interna dentro del clúster de Rivas. El traspaso de la concesión fue aprobado por el Instituto Federal de Telecomunicaciones (IFT) el 26 de octubre de 2022

## Locutores
Algunas personalidades que integran el álbum del recuerdo como locutores de la estación, son: 
Rafael Rivas Franco (fundador), Arturo García Rodríguez (Arturo de Cordova), Raúl Castillo Cecías y Julián Enrique García Díaz entre muchos otros. 
Actualmente forman el equipo de locutores: Lupita Balam, Susana Xuluc, Andrés Güemes y  Francisco Inurreta Navarro.

## Formatos de la emisora
Estos son los nombres de algunos de los formatos con los que se ha conocido a la estación XEFC-AM 1090 kHz:
- La Voz de Yucatán
- W Radio
- XEFC 10.90, con el lema "La Voz de Yucatán"
- Super Stereo.

- Datos: Q6168494